# Дебет Плюс
Украинская кроссплатформенная автоматизированная система управления предприятием (АСУП) и программная платформа, написанная поверх Eclipse RCP. Обладает богатыми возможностями конфигурирования. В качестве СУБД можно использовать встроенную Apache Derby, Open Source SQL-сервера PostgreSQL и MySQL, или, для платной, корпоративной версии коммерческие Oracle, MS SQL или DB2.
Готовые конфигурации ориентированны на ведение бухгалтерского учёта в соответствии с законодательством Украины, однако идёт работа по адаптации системы для работы в Российской Федерации. (это может быть сделано путём настройки плана счетов и подключения соотв. печатных форм и шаблонов электронной отчётности, гибкие настройки Дебет Плюс позволяют обойтись, в данном случае, без изменения программного кода бизнес-схемы).
Бесплатная версия системы не имеет ограничений по времени работы, объёму баз данных, возможностям конфигурирования и позволяет полноценную сетевую работу.
В завершающей стадии тестирования находится разработка полноценного web-интерфейса системы..
Поддерживаются механизмы обновления программы, аналогичные подобным механизмам для платформы 1С:Предприятие.
Доступны пакеты интеграции с системами клиент-банк украинских банков, и российского Сбербанка.

## Базовая архитектура системы
Вся информация в системе хранится в виде первичных документов, проводок, справочников и начальных остатков. Система Дебет Плюс построена по модульному принципу: для ведения бухгалтерского, управленческого, банковского учётов используются модули (подсистемы), автоматизирующих ведение соответствующего разделов учёта. Стандартная базовая конфигурация «Дебет Плюс v12» включает 11 подсистем:
- Свод бухгалтерского баланса;
- Учёт банковских операций;
- Учёт кассовых операций;
- Учёт товарно-материальных ценностей (склад, продажи, производство);
- Учёт основных средств;
- Учёт заработной платы;
- Учёт кадров;
- Управленческий учёт;
- CRM (Взаимодействие с клиентами);
- Автотранспорт (учёт транспортных средств, затрат ГСМ, ведение путевых листов);
- Администратор комплекса.

Возможно автономное использование отдельной подсистемы, однако система работает как единое целое — проводка, сделанная в одной подсистеме видна во всех остальных, не требуется никаких дополнительных операций по переносу. Налоговый учёт как подсистема не выделен, журналы налогового учёта находятся в подсистеме «Учет ТМЦ».

## Настройка системы
Дебет-плюс поддерживает печатные формы в форматах JasperReports, а также Open Office и MS Office, пользователь может создавать или редактировать их, соответственно во встроенной в Дебет Плюс программе iReport или соответствующем офисном пакете.
Также пользователь системы может полностью настраивать план счетов (путём редактирования справочника «План счетов»), так, в частности, можно ввести план счетов для Российской Федерации.
Каждой папке (виду) документов соответствует некая хозяйственная операция — набор проводок, формируемый для таких документов. Набор проводок для каждой хозоперации можно настраивать в визуальном режиме, не меняя исходный код бизнес-логики.
К справочникам, папкам и видам документов могут быть добавлены расширения — дополнительные пользовательские поля.
Для формирования выходных данных для налогового учёта, актов сверки с поставщиками и покупателями и т. п. служат Журналы регистрации. Пользователь, при необходимости, может создавать любые новые журналы («Настройки»/«Журналы регистрации») или редактировать уже существующие.
Ещё можно настраивать калькуляции — формулы расчета отпускных и учётных цен с учётом специфики бухучёта на предприятии и схемы связанных документов — позволяющие на основе одного документа автоматически создать другой документ.

## Конфигурирование системы
Для более глубокого конфигурирования системы используется язык JavaScript (используется созданный Mozilla Foundation движок Rhino). Интерфейс пользователя описывается в XML-формате — в систему включены визуальные редакторы экранных форм, меню и структуры базы данных.

## Особенности лицензирования
Хотя исходный код платформы Дебет Плюс закрыт и она распространяется по проприетарной лицензии (запрещающей дизассемблировать и декомпилировать ядро системы и менять исходный код ядра), в том, что касается бизнес-логики, несложно заметить ряд признаков открытой лицензии. JavaScript и XML код бизнес логики полностью открыт, а лицензионное соглашение бесплатной базовой версии «Дебет Плюс» позволяет распространять производные продукты на коммерческой или бесплатной основе при условии сохранения логотипа «Дебет плюс» и внесении заметных уведомлений о наличии изменений конфигурации и сохранения в составе производного продукта текста лицензии.

## Сравнение с другими ERP- системами
На Украине является одним из ведущих потенциальных разработчиков ERP-систем для малого бизнеса после введения санкций 